# Uzovnica
Uzovnica (Servisch cyrillisch Узовница) is een plaats in de Servische gemeente Ljubovija. De plaats telt 914 inwoners (2002).